# Nokia 6260 Slide
Il Nokia 6260 Slide è uno smartphone prodotto dall'azienda finlandese Nokia e messo in commercio nel 2008.

## Caratteristiche
- Dimensioni: 99.4 x 46.5 x 15.4 mm
- Massa: 114 g
- Risoluzione display: 320 x 480 pixel a 16 milioni di colori
- Durata batteria in conversazione: 6 ore
- Durata batteria in standby: 370 ore (15 giorni)
- Fotocamera: 5.0 megapixel con zoom 4x
- Memoria: 200 MB espandibile con MicroSD e MicroSDHC
- Bluetooth, Wi-Fi e USB

## Kit d'acquisto
- Stilo
- Caricabatteria da viaggio
- Manuale d'uso